# المسيمير (أبين)

تعديل مصدري - تعديل

المسيمير هي إحدى قرى الجمهورية اليمنية. تتبع جغرافيا لمحافظة أبين وإداريًا لمديرية خنفر. يبلغ تعداد سكانها 3950 نسمة حسب تعداد اليمن لعام 2004.